# Сикули
Сикули или Сикулци (лат. Siculi; грч. Σικελοι) су древни народ који је у старом веку насељавао подручје Сицилије. Према грчком историчару Тукидиду, Сикули су насељавали Сицилију до грчке колонизације. Они су дали име Сицилији под којим је она позната до античког доба, када су се стопили са културом Византијског царства.
Сикули су живели у источном делу Сицилије, и у јужном делу данашње Италије. Већина историчара верује да су Сикули на Сицилију дошли крајем 2. или почетком 1. миленијума п. н. е. те да у Сицилију, којом су дотада доминирале културе бронзаног доба увели технологију Гвозденог доба.